# Volvo PV 444
Volvo PV 444, ofta bara kallad "PV", är en svensk personbil som tillverkades av Volvo 1944–1957. PV 444 banade väg för Volvo som framgångsrik personbilstillverkare. Modellen tillverkades i totalt 196 005 exemplar.,

## Historik

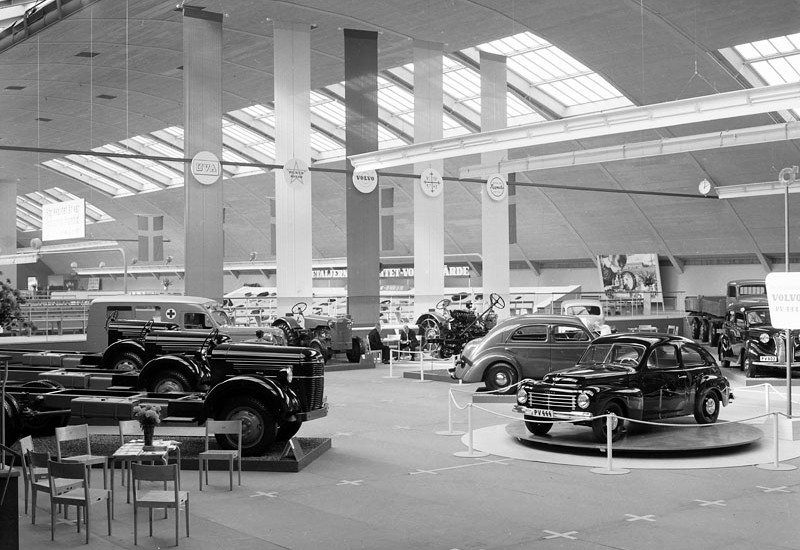
Volvos utställning i Kungliga tennishallen, 1 september 1944 (nya PV 444 längst till höger).

### Utveckling
PV 444 skapades av team bestående av ett fyrtiotal Volvo-anställda. Helmer Petterson hade, som många andra Volvo-anställda, ett förflutet i USA. Han arbetade redan på 1920-talet med motorcyklar hos Excelsior i Chicago, och under 1930-talet återvände han till Sverige och arbetade då hos både GM- och Ford-återförsäljare. Pettersson blev i slutet av 1930-talet intresserad av gengasens möjligheter, och utvecklade därefter mer och mer avancerade konstruktioner. Volvo tillverkade då egna gengasaggregat, men kontaktade Petterson och bjöd in honom till Göteborg för att diskutera ännu bättre aggregat. År 1943 började man sälja hans konstruktion HP-1, och en dag var han ute på en Skövde-resa med Assar Gabrielsson. Petterson föreslog då att Volvo skulle bygga en liten personbil, och menade att han själv hade idéer om hur en sådan vagn skulle se ut. 
Volvoledningen ville utveckla en bil som skulle "...lyckliggöra den svenska publiken och i någon mån även utlandet, när fred åter inträtt". Man förstod att en mindre bil med låg bränsleförbrukning skulle vara attraktiv efter kriget. Först i maj 1943 började planerna ta form, och en grupp tekniker kopplades in på projektet, där Erik Jern blev en av de viktigaste personerna. Han var en skicklig konstruktör och tekniker, som hade förmågan att omsätta Pettersons idéer. Det var Jern som fick ansvaret för den nya bilen, och som ledde arbetet. Både Petterson och Jern ville att den nya bilen skulle vara framhjulsdriven, men Gustaf Larson bestämde att det skulle bli en bakhjulsdriven vagn med en 4-cylindrig radmotor, monterad på konventionellt sätt. Erik Jern fortsatte att leda arbetet, med speciellt fokus på motorn, tillsammans med Gotthard Österberg. Stig Hallgren ansvarade för transmissionen och ett tiotal man, som leddes av Sven Viberg arbetade bland annat med fjädringen. Ytterligare tjugo man under ledning av Edward Lindberg sysslade med karossens konstruktion. Volvos först anställda Henry Westerberg fanns på ritkontoret. Axel Roos ledde en speciell grupp som sysslade med att utforma pressverktyg och ta fram provkarosser. Roos hade under sin tid hos Freyschuss i Stockholm varit med om att bygga de tio provserievagnarna 1926.
Designen var inspirerad av USA-bilar från samma period, främst Pontiac från tidiga 1940-talet, och konstruktionen stod Helmer Pettersson och Erik Jern för. Karosskonstruktionen på Volvo PV 444 är influerad av Hanomag 1,3 liter som släpptes 1939, då Volvo köpte in en Hanomag för att studera den självbärande karossen när PV:n skulle konstrueras.

### Presentation

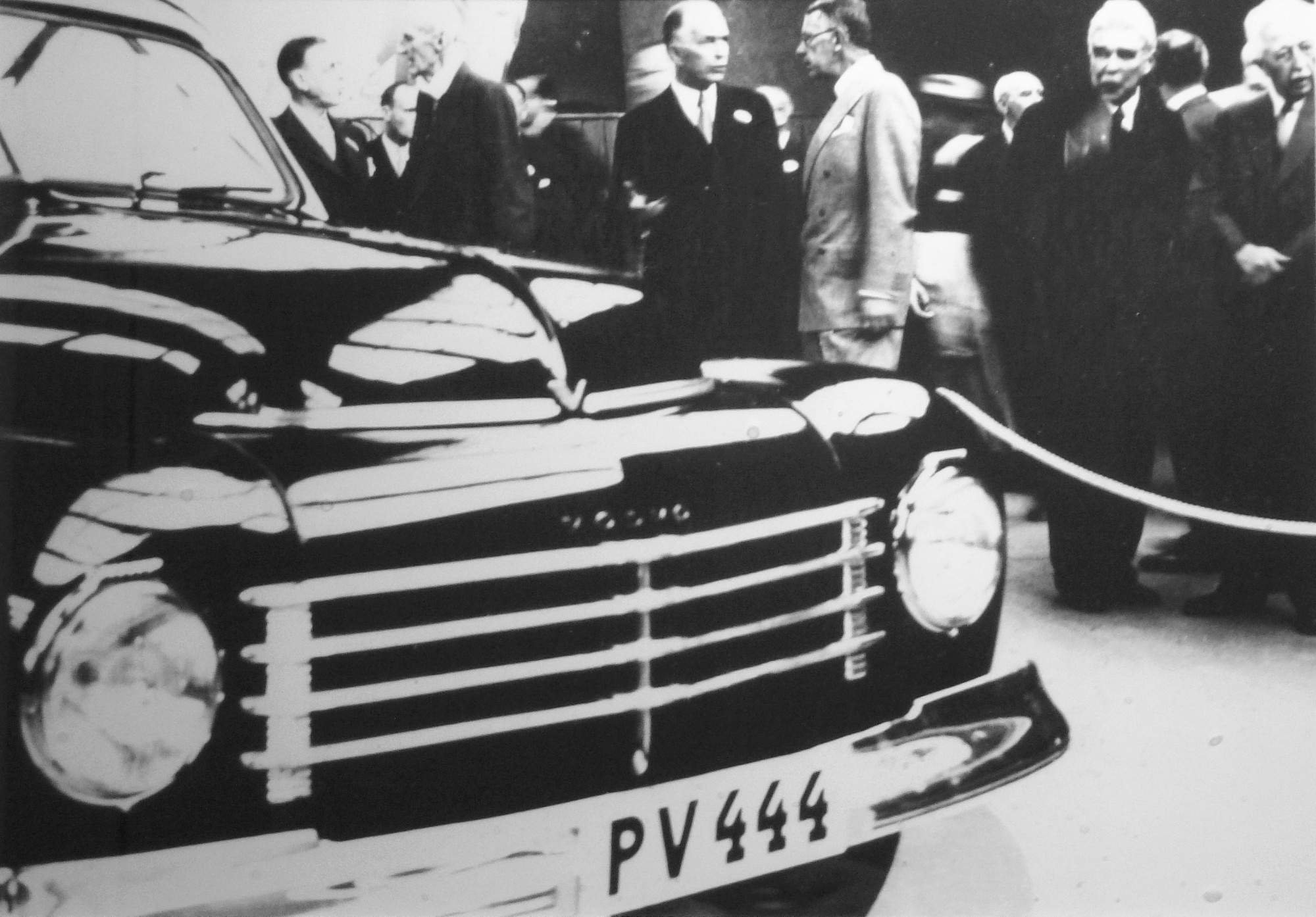
Volvo PV 444 lanseras i Kungliga tennishallen, 1 september 1944. Från höger: Prins Eugen, landshövding Bror Hasselrot, Kronprins Gustaf Adolf samtalar med Assar Gabrielsson (Volvos grundare), Prins Carl, okänd person.

PV 444 ses som den svenska folkbilen genom sin stora popularitet. Tre prototyper tillverkades under 1944, varav en presenterades första gången officiellt den 1 september 1944 i Kungliga Tennishallen i Stockholm (148 437 besökare under tio dagar), men produktionen kom igång på allvar först efter andra världskriget. Stockholmsutställningen kostade 673 000 kronor, men bekostades även av Flygmotor, Ulvsunda Verkstäder samt Köpings mekaniska verkstad. 
De två första bilarna levererades den 8 februari 1947 till Borås och Alingsås. Under februari producerades 16 bilar och det året totalt 1 920 exemplar av PV 444. Priset var satt till 4 800 kronor, vilket var samma summa som Volvos första bil "Jakob" hade kostat, 17 år tidigare. Volvos nettopris var dock bara 3 900 kronor, eftersom 900 kronor var "återförsäljarrabatt" (=marginal). Priset höjdes i juni 1945 med 600 kronor, och i maj 1946 med ytterligare 500 kronor. De första 2 300 bilarna såldes dock med förlust, då de var tecknade med kontrakt redan 1944.

### USA
I början av 1947 skickade Volvo över en experimentvagn PV 444 till USA, för att få erfarenheter och göra jämförelser. Bilen, med det svenska registreringsnumret O11777, besökte bland annat Pittsburgh. Resultatet beskrevs så här av Volvo: "Resultatet av färden var mycket uppmuntrande bl.a. i form av uttalanden från framstående industrimän inom bilbranschen. De uttryckte sin beundran över vagnen och förutspådde att den skulle säljas i åtskilliga 10 000-tal på den svenska marknaden."
En grå PV 444 var den första inregistrerade Volvon i USA. Det var svensken Nils Olof Sefeldt som hade den med sig då han 1955 flyttade över till Houston i Texas. Under tidigare besök hade han sett många importmärken i USA, men ingen Volvo. Innan han reste över — för gott — med fru och tre barn, skaffade han sig rätt till distributionen i fem delstater i sydvästra USA. Den 29 december 1955 fick Sefeldt sina fem första bilar med båt från Göteborg.

## Tekniska data

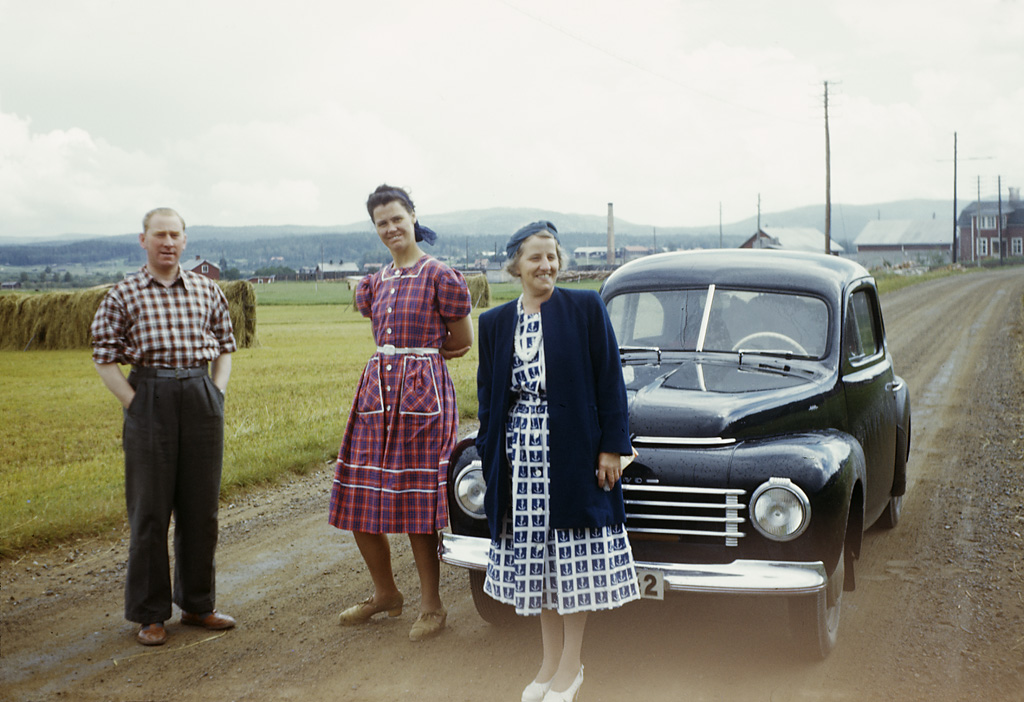
Utflykt i Hälsingland med Volvo PV, 1948.

Motor (1944-57): typ B4B, rak fyrcylindrig toppventilsmotor
- Cylindervolym:	1 414 cm³
- Borr x slag:	75x80 mm
- Effekt: 40 hk vid 3 800 r/m (1944-50), 44 hk vid 4 000 r/m (1950-55), 51 hk vid 5 100 r/m (1955-57)

Motor (1957-58): typ B16A, rak fyrcylindrig toppventilsmotor
- Cylindervolym:	1 583 cm³
- Borr x slag:	79,37x80 mm
- Effekt:		60 hk vid 4 500 r/m

Växellåda:	3-växlad manuell, med osynkroniserad 1:a.
Längd:		437 cm
Bredd:		150 cm
Hjulbas:	260 cm
Spårvidd f/b:	128/130 cm
Tjänstevikt:	995 kg
Varianter:
- PV444: september 1944 - september 1950. Serieproduktionen startade på allvar i februari 1947. Vagnen hade delad vind- och bakruta; vakuumdrivna vindrutetorkare; Carter fallförgasare; däckdimension 5.00x16"; inredning i färgkombinationen gult/grönt; instrumentpanel med instrumenten i mitten: under den halvcirkelformade hastighetsmätaren fanns fem fyrkantiga mätare för laddning, oljetryck, bränsle, temperatur samt vägmätare; startmotorn aktiverad via startknapp; stötfångare i ett stycke; bakre nummerplåten placerad på bagagerumsluckan; reservhjulet placerat på bagagerumsgolvet; körriktningsvisare i form av pilar placerade i b-stolpen; små bakljus placerade lågt nere på skärmarna. Likt T-Forden kunde bilen fås i vilken färg som helst, bara kunden valde svart.

I slutet av serien tillverkade Volvo 700 vagnar (vissa uppgifter säger 500) typ PV444 Special. Till skillnad från standardvagnen hade den duvgrå lack; grå/röd inredning; stötfångarhorn; rostfria lister på skärmarna; vita däcksidor; snobbringar på fälgarna; kromdekor på huvsidorna samt huvkråka.
Efter introduktionen av PV444B fick bilarna beteckningen PV444A resp. PV444AS. Produktionen uppgick till 11 804 st A och 700 st AS.
- PV444B/BS: oktober[15] 1950 - juni 1951. Högre motoreffekt via ny kamaxelprofil; ny instrumentpanel med rund hastighetsmätare framför föraren, omgiven av två fyrkantiga mätartavlor för övriga instrument; inredning i grått/blått; startmotorn aktiverad via tändningsnyckeln; tredelade stötfångare med avvisarhorn; bakre nummerplåten nedflyttad till stötfångaren. Körriktningspilarna var ersatta av en T-formad körriktningsvisare - Fixlight - placerad mitt på taket, av folkhumorn döpt till "takgök". När man skulle svänga tändes ett blått, fast sken i mitten och ett orange ljus blinkande på ena eller andra sidan. Exportmodellerna var dock utrustade med vanliga blinkers på dörrstolparna. Det var mycket billigare samt innebar att takräcke kunde användas. Dessutom försvann risken för vattenläckage från takhålet.[15] "Takgöken" slog aldrig igenom, och togs därför bort under sensommaren 1952.[16] Tillverkades i färgerna svart och duvgrå.

Produktionen uppgick till 4 500 st B och 3 000 st BS.
- PV444C/CS: augusti 1951 - juli 1952. Däckdimension 5.90x15"; antalet fälgbultar utökas från fyra till fem. Däcken var av lågtryckstyp och de främre ventilationsrutorna var något smalare. Tillverkades i färgerna svart och duvgrå.[15]

Produktionen uppgick till 3 500 st C och 4 500 st CS.
- PV444D: augusti 1952 - november 1953. Modifierad styrning; kraftigare generator; takgöken ersätts av sidoblinkers på b-stolpen; värmeanläggning konstruerad internt hos Volvo kan levereras som extrautrustning; DS-modellen kunde levereras med en maroonröd metalliclack och röd/beige inredning.

Produktionen uppgick till 3 500 st D och 5 500 st DS.
- PV444E: december 1953 - november 1954. Nya stötfångarhorn; på ES ersätts den duvgrå lacken av pärlgrå; i slutet av serien införs Zenith-förgasare och värmeanläggning blir standard. den 1 november 1954 införs PV-garantin, en femårig vagnskadeförsäkring som i stort sett innebar att Volvo tog PV 444-ägarens kostnader för krockskador på den egna vagnen under fem år.[17]

Produktionen uppgick till 14 350 st E och 17 599 st ES.
- PV444H: december 1954 - november 1955. Hel, större bakruta; större bakljus placerade på karossidan; reservhjulet placerat stående till höger i bagagerummet; HS kunde levereras i midnattsblått; i slutet av serien börjar svarta bilar lackas i svart även invändigt, i stället för den tidigare grå lacken.

I september 1955 startade exporten till USA av HS-modellen. USA-vagnarna försågs med B14A-motorn från P1900. Med högre kompression, annan kamaxel och dubbla SU-förgasare gav motorn 70 hk vid 5500 r/m, vilket gav bilen en toppfart på över 140 km/h.
Produktionen uppgick till 29 046 st H/HS.
- PV444K: december 1955 - januari 1957. Högre motoreffekt via ny kamaxelprofil och högre kompression; ny kylargrill. En tredje modell introduceras: PV444 California, en KS med vit lack och gul/svart klädsel.

Produktionen uppgick till 33 918 st K/KS.
- PV444L: januari 1957 - augusti 1958. Ny B16-motor från Amazon; modifierad bakaxel med reaktionsstag; elektriska vindrutetorkare; ny kylargrill med stort V-märke i mitten; sidoblinkers ersätts av små runda blinkers fram; nya bakljus med integrerande blinkers och stoppljus på skärmarna, av folkhumorn döpta till "jungfrubröst"; säkerhetsbälten erbjuds som extrautrustning.

Nya färger på LS var: smaragdgrön, gyllenbeige och rivierablå, rubinröd ersatte maroonröd. Standardvagnen fanns fortfarande bara i svart och Californian i vitt. USA-vagnarna försågs med B16B-motorn på 85 hk vid 5500 r/m.
Produktionen uppgick till 64 087 st L/LS.
I augusti 1958 ersattes PV 444 av den moderniserade PV 544, då Volvo moderniserade sitt modellprogram i och med introduktionen av Volvo Amazon (1956). Modellen bibehöll sin ursprungliga kaross under alla 21 tillverkningsår, men detaljer (lampor, inredning, m.m.) ändrades kontinuerligt, vilket skapat en relativt stor skillnad mellan första och sista årsmodellen. PV 444 och 544 tillverkades i totalt 440 000 exemplar. Den 20 oktober 1965 rullade den sista PV:n ut från bandet vid Volvos Lundbyfabrik för att placeras i Volvos bilmuseum.
Utifrån PV 444 utvecklades Volvo Duett.

## Varia
- Volvo PV 444 med nr 44 444 tillverkades 1953 och gjordes till en jubileumsbil, med disponent Sverre Westman som ägare. Bilen var av ES-modell.[18]
- Årsmodell 1957 var det enda året som Volvo PV 444 hade ett förgyllt "V" på kylarmaskeringen. Detta gällde även de "bröstvårteliknande" baklyktorna.[19][20]
- PV 444 hade några uppenbara fel, som Volvo länge vägrade att åtgärda. Ett sådant var de vakuumdrivna vindrutetorkarna, som nästan alltid stannade när föraren tryckte lite hårdare på gasen, exempelvis vid en omkörning. Många lät då bygga in extra vakuumtankar i den vänstra stänkskärmen, vilket hjälpte något.[21]
- Den 75 000:e Volvo PV 444 — en grå Special med vita däck — rullade av bandet den 25 februari 1955.[22]